# Mats Kumlien
Mats Kumlien, född 29 maj 1949, är professor i rättshistoria vid Uppsala universitet. Från 2006 till 2011 var han även inspektor för Stockholms nation i Uppsala. Han är gift med Eva Kumlien och de har tre barn.
Mats Kumlien studerade vid Stockholms universitet, där han avlade juris kandidatexamen 1973, och studerade kriminologi. Åren 1974-1977 var han verksam vid Sida, och därefter vid Universitets- och högskoleämbetet. Han var verksam vid Operahögskolan i Stockholm 1979-1994, varunder han antogs som doktorand i juridik vid Uppsala universitet. Han doktorerade 1994, blev docent 2003, och professor 2007, allt vid Uppsala universitet. Han har vid sidan av Uppsala, forskat vid bland annat Max-Planck-Institut i Frankfurt, och varit gästprofessor vid University of Minnesota Law School.
Kumlien har i sin rättshistoriska forskning framför allt ägnat sig åt en sociologisk infallsvinkel på straffrätt, förhållandet mellan vård och straff, och straff av barn, genom sin doktorsavhandling 1994, Uppfostran och straff. Studier kring 1902 års lagstiftning om reaktioner mot ungdomsbrott (2:a utökad upplaga 1997), och åt maktperspektivet i rätten, som i Continuity and contract. Historical perspectives on the employee's duty of obedience in Swedish labour law. Han har dessutom sysslat med frågor om censur och informationsfrihet i det samtida samhället, samt kollektivismens och välfärdsstatens rättshistoriska traditioner.
Mats Kumlien arbetade även i sin ungdom som hallåman på Sveriges Television.